# Muvatali I.
Muvarali I. je bil kralj Hetitov (Srednje kraljestvo), ki je vladal okoli leta 1400 pr. n. št. 

## Življenjepis
Muvatali I. je bil gal mesedi  - poveljnik kraljeve osebne straže, ki je ubil svojega predhodnika Huzijo II. in sam prevzel oblast v kraljestvu. Morda je bil celo Huzijev  mlajši brat. 
Muvatalijev gal mesedi se je imenoval Muva. Muvatalijo I. sta v njegovi palači ubila šef dvornih služabnikov Himuili in nadzornik  elitne Zlate enote bojnih vozov Kantuzili.
Muvatalijeva žena se je imenovala Valani.

## Sklica
1. ↑   Richard Henry Beal. The organisation of the Hittite military.
2. ↑   Shoshana R. Bin-Nun. The Tawananna in the Hittite kingdom.

| Muvatali I.            |                                                          |                         |
| Vladarski nazivi       |                                                          |                         |
| Predhodnik: Huzija II. | Kralj Hetitov (Srednje kraljestvo) okoli 1400 pr. n. št. | Naslednik: Tudhalija I. |